# Estação Engenheiro Manoel Feio
A Estação Engenheiro Manoel Feio é uma estação ferroviária, pertencente à Linha 12–Safira da CPTM, localizada no município de Itaquaquecetuba, no estado de São Paulo. No futuro, pretende ser um dos terminais do Ferroanel Metropolitano de São Paulo.

## História
A estação foi construída pela EFCB entre 1921-1926 e aberta em 7 de fevereiro de 1926 tendo sido batizada em homenagem ao engenheiro da Estrada de Ferro Central do Brasil Manoel Feio. Após um curto período de operações, nos quais um descarrilamento nos arredores de Manoel Feio ocorrido em 6 de maio de 1930 causou a morte de 4 pessoas e ferimentos em outras 20, a estação e a Variante Poá foram fechadas e reabertas apenas em 1 de janeiro de 1934.
Em 1979 recebeu um novo prédio construído pela RFFSA (no âmbito das obras da Variante do Parateí - ramal entre Engº Manoel Feio e São José dos Campos), reformado em 1986 e em 2024. Desde 1994 é administrada pela CPTM. A precariedade dos serviços da ferrovia aliada ao clima de insegurança na região ao longo das décadas provocou a ocorrência de depredações na estação nas décadas de 1980 e 1990 e de um assalto a suas bilheterias com 26 reféns ocorrido em 19 de maio de 2000.
Em 2016, um grupo de moradores locais pleiteou na Assembleia Legislativa de São Paulo (por meio do deputado Carlos Cesar), sem sucesso, uma sugestão para a troca de nome da estação de Engenheiro Manoel Feio para Presidente Juscelino Kubitschek. A motivação seria o nome atual ser considerado pejorativo por alguns moradores, embora a denominação tenha sido outorgada em 1926. Segundo um artigo divulgado na 22ª Semana de Tecnologia Metroferroviária da Associação dos Engenheiros e Arquitetos de Metrô (AEAMESP), o custo de modificação do nome de uma estação ferroviária intermediária como Manoel Feio é de quase R$ 620 mil, razão pela qual a CPTM evita renomear suas estações salvo quando obrigada por força de lei.

### Projetos de Reconstrução

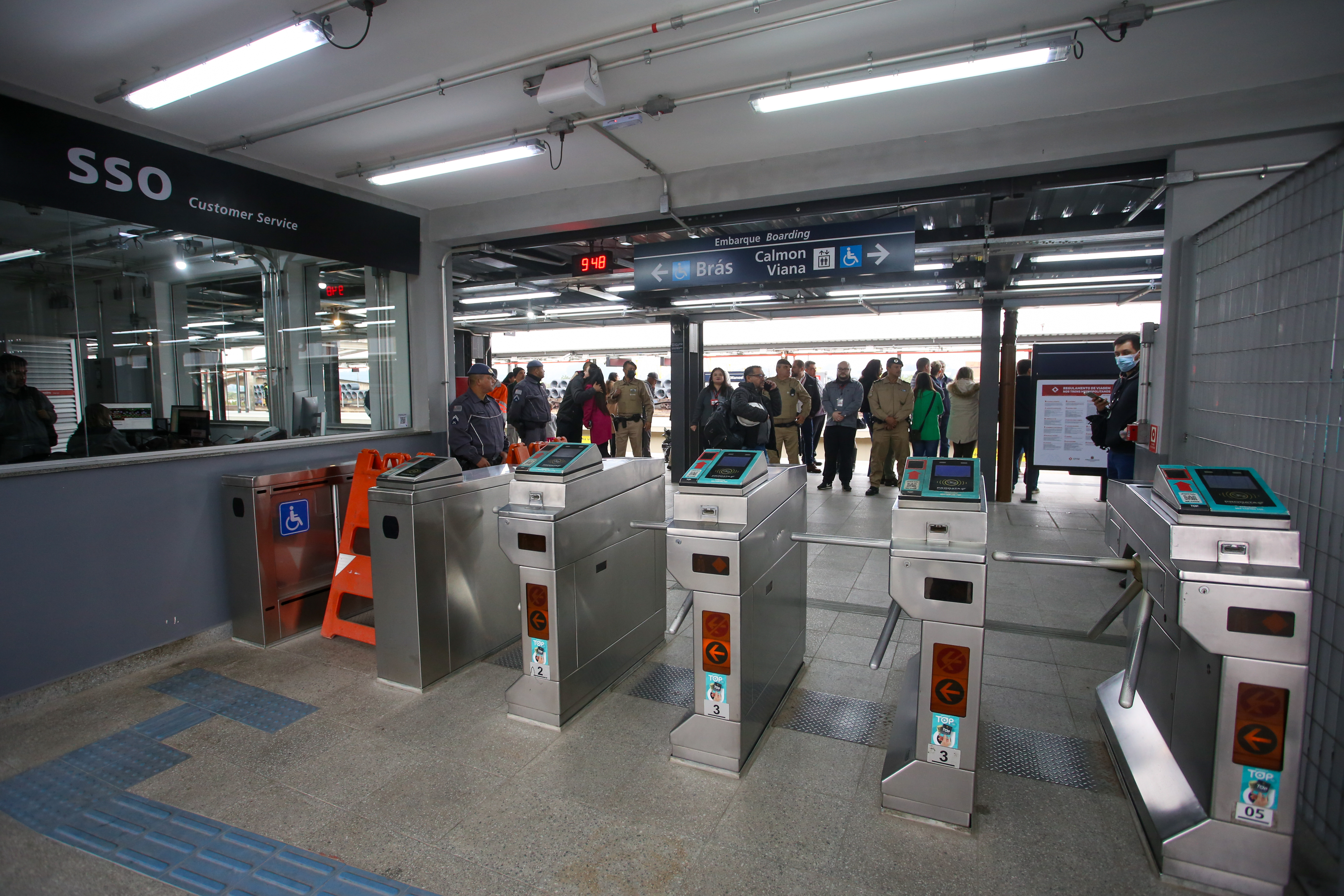
Linha de bloqueios da estação

Foram elaborados dois projetos para reconstrução total da estação. Em 2005 a CPTM contratou a empresa Una Arquitetos para elaborar o projeto de uma nova edificação e em 2012 foi contratado o escritório JBMC para elaborar um novo projeto. Apesar dos projetos serem concluídos, nenhum deles foi de fato implementado.
Em 2019, após o requerimento de informação nº 254/2019, elaborado pela deputada estadual Mônica Seixas (PSOL), a CPTM apresentou um cronograma de investimentos previstos e realizados para a realização da obra de reforma da estação, com os seguintes prazos:
| Etapa                                    | Prazo                |
| ---------------------------------------- | -------------------- |
| Elaboração de projeto básico e executivo | mai. 2018/nov. 2019  |
| Preparação da licitação                  | dez. 2019            |
| Licitação e contratação da obra          | jan./jun. 2020       |
| Realização das obras                     | out. 2020/ mar. 2022 |

Finalmente, em  julho de 2024, foi entregue à população a reforma da estação. Diferentemente do previsto inicialmente, a estação não foi reconstruída, apenas reformada.

## Toponímia
Manoel Álvares Cordeiro de Araújo Feio (? – 1905) foi um engenheiro civil. Formado em 1886 pela Escola Politécnica do Rio de Janeiro, ingressou na Estrada de Ferro Central do Brasil como engenheiro residente. Mais tarde foi nomeado inspetor de tração no trecho na 4ª Divisão da Central entre Conselheiro Lafaiete e Palmira. Pouco antes de sua morte assumiu interinamente a chefia da 4ª Divisão (por motivo de viagem do engenheiro titular José Joaquim da Silva Freire aos Estados Unidos). Faleceu no Rio de Janeiro em 27 de abril de 1905 de enfarte agudo do miocárdio. Em sua homenagem a Central do Brasil batizou a estação do quilômetro 473 da Variante do Tietê de "Engenheiro Manoel Feio".

## Estrutura
| Equipamentos                   | Fotos |
| ------------------------------ | ----- |
| Bicicletário                   |       |
| Acessibilidade nas Plataformas |       |
| Sanitários Acessíveis          |       |
| Elevador                       |       |

## Tabela
| Sigla                | Estação                | Inauguração            | Integração               | Plataformas | Posição    | Notas                                                                                         |
| -------------------- | ---------------------- | ---------------------- | ------------------------ | ----------- | ---------- | --------------------------------------------------------------------------------------------- |
| EMF (CPTM) IEF (MRS) | Engenheiro Manoel Feio | 7 de fevereiro de 1926 | Bilhete Único da SPTrans | Laterais    | Superfície | Estação construída pela EFCB Reconstruída no padrão RFFSA Reforma realizada em 2024 pela CPTM |

## Obras de arte
Com a reforma da estação, também foram entregues duas obras de arte na estação, uma retratando a história da ferrovia, com uma locomotiva a vapor ao lado de um trem da série 9500 da CPTM; outra, decorativa junto ao bicicletário.

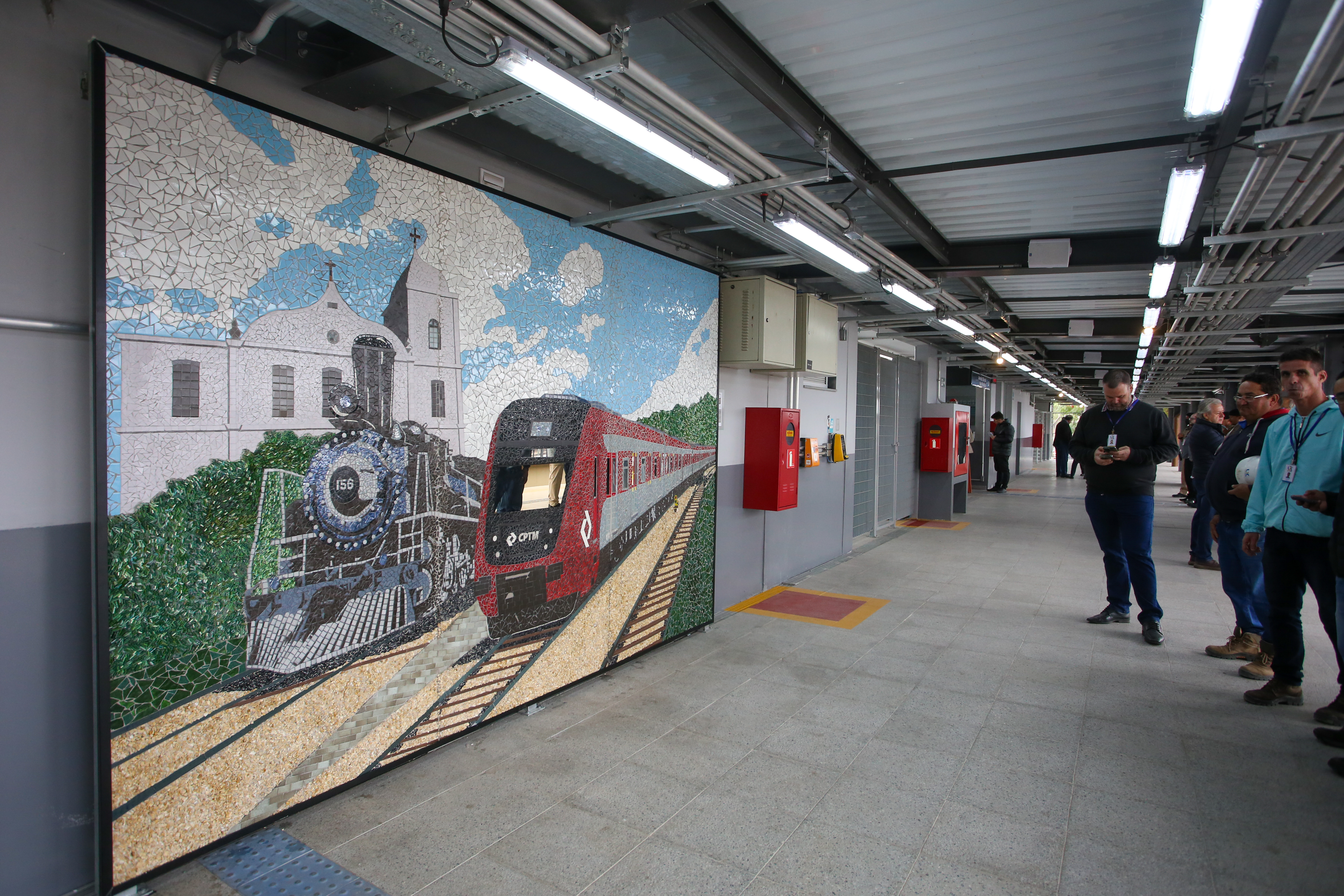
Mural artístico da estação, denotando a história ferroviária com uma locomotiva a vapor e um trem série 9500.
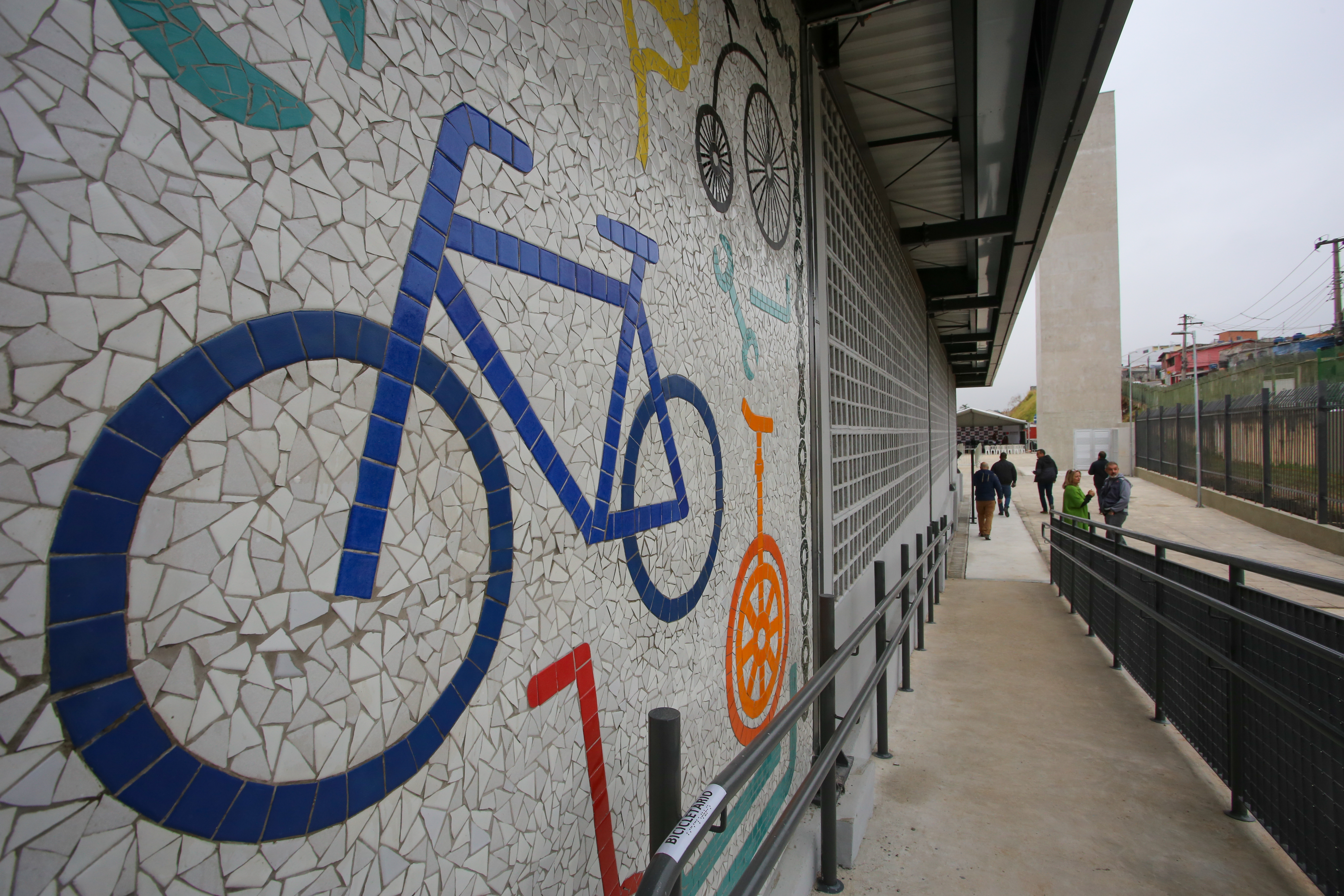
Arte decorativa na entrada do bicicletário reformado.